# Lándzsás útifű
A lándzsás útifű vagy keskeny levelű útifű (Plantago lanceolata) az ajakosvirágúak (Lamiales) rendjébe, az útifűfélék (Plantaginaceae) családjába, a Plantago nemzetségbe tartozó lágy szárú növényfaj. Rétek, legelők, útszegélyek, taposott gyomtársulások világszerte elterjedt jellegzetes évelő, tőrózsás növénye. Pollendiagramokban a mezőgazdaság jelzője lehet.
Népies nevei: kígyófű, kígyónyelvűfű, lúdnyelvűfű, hálófű, gyíkfű, útilapu.

## Jellemzői
20–40 cm magas lágy szárú, évelő növény. Főgyökeres gyöktörzs jellemzi, rövid, barázdált, rostos szártagú hajtásain csak lándzsa alakú, 3-5 hosszanti, ívesen futó erezetű, ép szélű tőlevelek vannak. Az apró, 1–3 cm hosszú, kb. 4 mm széles, fehéres virágok tömött hengeres vagy gömbös füzérben állnak, sorrendben alulról felfelé nyílnak ki. A sárgásfehér porzók hosszabbak a négytagú, barnás szegélyű pártánál, így feltűnően kiállnak a virágzat szintjétől. Szélbeporzású, pollenjének 8-14 pórusát annulus veszi körül. Májustól októberig virágzik. Virágpora közepes mértékben allergizál, jelentősége kicsi, pedig a pollenszemek száma portokonként 7700 is lehet. Hosszúkás toktermésében rekeszekben ülő, csónak formájú magok találhatók.

## Előfordulása
Mezőkön, réteken, erdőszéleken gyakori növény. Egész Európában, sőt csaknem az egész világon elterjedt.

## Gyűjtése
Levelét a virágzás kezdetéig gyűjtjük, és 30-50 °C-on gyorsan szárítjuk. Magját száraz időben, augusztustól októberig szedjük.

## Gyógyhatása
A növényt gyógynövényként használják. Fő hatóanyaga az aukubin glikozid, de tartalmaz még polifenolokat, nyálka-poliszacharidokat, C-vitamint, cserzőanyagot, kovasavat, káliumot, cinket.
Közeli rokona a nagy útifűnek (Plantago major), valamint a réti útifűnek (Plantago media). A gyógyszeripar és a népgyógyászat mindhárom faj leveleit felhasználja.
A lándzsás útifű jó baktériumölő, gyulladáscsökkentő, és sebgyógyító, ezért összezúzott levele hasznos gyógyír lehet rovarcsípések, kisebb égési sérülések esetén. A légutak gyulladásos megbetegedéseiben, köhögés csillapítására, köptetőként használják baktériumölő, gyulladáscsökkentő hatása miatt. Oldja a letapadt nyákot, elősegíti a köpetképződést. A torok nyálkahártyáját bevonva enyhíti annak gyulladását, szünteti a köhögési ingert. Ártalmatlansága miatt a gyermekgyógyászatban is szívesen alkalmazzák. A mag csekély mértékű duzzadóképessége miatt néha hashajtó szerként is használatos.
Külsőleg a népgyógyászat bőrsérülésekre, vágott és gennyes sebekre, nehezen gyógyuló fekélyekre és vérzéscsillapításra használta. Az útifű friss levelét nehezen gyógyuló sebekre szokás tenni: fertőtleníti, összehúzza, bezárja a sebet, elősegíti a véralvadást.

### Felhasználása
Útifű tea: Csészénként 1 púpozott kanálnyi útifüvet leforrázunk, fél perc múlva leszűrjük. A naponta frissen elkészített teából 2 csészényit kortyolgatunk el. Vese- vagy epekőképződés esetén a teához napi 8 g magot kell a teával együtt bevenni.
Útifű tea: Forrázzunk le 2-3 dl forró vízzel 2 teáskanálnyi szárított lándzsás útifüvet, hagyjuk állni 10 percig, majd szűrjük le. Kívánság szerint mézzel édesíthető. Naponta 2-3 csésze teát fogyasszunk. Teája nyálkaoldó és köhögéscsillapító, légúti megbetegedések esetén használják.
Friss levélpép: fog-, fej-, fülfájás esetén, nyílt sebek, csípések, kígyómarás kezelésére használják.
Szirup: Forrázunk le 3 dl vízzel 1 maréknyi friss vagy szárított útifűlevelet, és hagyjuk kihűlni, majd szűrjük le. A főzetet újfent forraljuk fel, majd kis lángon sűrítsük be, és keverjünk hozzá 150-200 g mézet. Főleg a gyermekek használják, naponta 1-2 evőkanálnyi fogyasztása ajánlott.
Borogatás és gargarizálásra: Csészénként 2 tk. szárított lándzsás útifüvet leöntünk hideg vízzel, gyakori kevergetés mellett 1 órán át állni hagyjuk. Alkalmazható a száj és toroknyálkahártya, illetve a bőr gyulladásainak kezelésére.
Ellenjavallat:  A szem és a szemhéj fertőzés esetén legelőször kérjük ki orvosunk véleményét.  Várandósság és szoptatás ideje alatt belsőleg történő alkalmazása, nagy mennyiségben való fogyasztása nem ajánlott!

## Képek
|  |  |  |  |  |